# ۶۵۳ (خورشیدی)
۶۵۳ ششصد و پنجاه و سومین سال هجری خورشیدی است.

## درگذشتگان
- ۱۱ تیر - خواجه نصیر طوسی (زادروز: ۵۷۹)، شاعر، فیلسوف، متکلم، فقیه، دانشمند، اندیشمند، ریاضیدان و منجم ایرانی